# Лібія-зубодзьоб
Лібія-зубодзьоб (Tricholaema) — рід дятлоподібних птахів родини лібійних (Lybiidae). Містить 6 видів.

## Поширення
Рід поширений в тропічній Африці. Мешкають у різноманітних лісах і лісистих саванах.

## Спосіб життя
Живляться фруктами і комахами. Деякі комахи ловляться у польоті. Гнізда облаштовують у дуплах.

## Види
- Лібія-зубодзьоб велика, Tricholaema hirsuta
- Лібія-зубодзьоб білогорла, Tricholaema diademata
- Лібія-зубодзьоб плямистовола, Tricholaema frontata
- Лібія-зубодзьоб акацієва, Tricholaema leucomelas
- Лібія-зубодзьоб жовтоока, Tricholaema lachrymosa
- Лібія-зубодзьоб мала, Tricholaema melanocephala